# (17573) 1994 PJ13
A (17573) 1994 PJ13 egy kisbolygó a Naprendszerben. Eric Walter Elst fedezte fel 1994. augusztus 10-én.